# 奥帕里诺
奥帕里诺（羅馬化：Oparino）是俄罗斯基洛夫州的市级镇、奥帕里诺区行政中心，位于北德维纳河流域内卢扎河支流奥西诺夫卡河（Осиновка）畔，地处基洛夫州西北部，在州府基洛夫西北方。
该地2021年人口有3,535人；2010年人口4,440；2002年人口5,142；1989年人口5,862。